# Pandemia de COVID-19 no Azerbaijão
Este artigo documenta os impactos da pandemia de coronavírus de 2020 no Azerbaijão e pode não incluir todas as principais respostas e medidas contemporâneas.

## Linha do tempo

### Fevereiro de 2020
Em 27 de fevereiro, foi criada uma sede operacional no Gabinete de Ministros para criar medidas de prevenção contra o coronavírus. A sede inclui chefes de organizações estatais correlatas, lideradas pelo Ministro da Saúde local, Ogtay Shiraliyev.
Em 28 de fevereiro, o país confirmou o primeiro caso de contaminação. O paciente, um cidadão russo, havia viajado do Irã. Mais tarde, mais 2 casos foram confirmados e todos ficaram em isolamento. No mesmo dia, o Azerbaijão fechou a fronteiras com o Irã por um período de duas semanas.
Em 27 de fevereiro, foi criada uma sede operacional no Gabinete de Ministros para criar medidas de prevenção contra o coronavírus. A sede inclui chefes de organizações estatais correlatas, lideradas pelo Ministro da Saúde local, Ogtay Shiraliyev.
Em 28 de fevereiro, o país confirmou o primeiro caso de contaminação. O paciente, um cidadão russo, havia viajado do Irã. Mais tarde, mais 2 casos foram confirmados e todos ficaram em isolamento. No mesmo dia, o Azerbaijão fechou a fronteiras com o Irã por um período de duas semanas.

### Março de 2020
Em 2 de março, instituições educacionais foram suspensas de 3 a 9 de março, a fim de aumentar a efetivação das medidas profiláticas contra o vírus. Posteriormente, a data foi prorrogada até 27 de março.
Em 4 de março, o país bloqueou a entrada de caminhões de produtos importados do Irã no país.
Em 5 de março, mais 3 pessoas, advindas da República Islâmica do Irã, testaram positivo para a COVID-19. Um deles era um cidadão alemão de 32 anos de idade e os demais eram cidadãos locais de 21 e 26 anos; as vítimas foram colocadas em quarentena. A sede operacional afirmou que um total de 276 pessoas vindas do Irã estavam em quarentena por um período de 14 dias, a se estender até 29 dias, se necessário.
Em 7 de março, 3 cidadãos azerbaijanos, que também vieram do Irã, foram diagnosticados com o vírus. Um deles, nascido em 1938, após o retorno do país, foi ao hospital ao apresentar sintomas adversos. No hospital, constatou-se um quadro de pneumonia e, por conseguinte, a análise laboratorial confirmou a presença do vírus. 2 outros estudantes, de 1993 e 1994, estudando na cidade de Qom, ficaram em quarentena enquanto cruzavam a fronteira Irã-Azerbaijão; a infecção dos estudantes foi confirmada.
Em 9 de março, 2 azerbaijanos, nascidos em 1966 e 1978, que chegaram do Irã, foram confirmados como novas vítimas da infecção. Em 10 de março, mais 2 azerbaijanos tiveram a infecção confirmada.
3 azerbaijanos, que anteriormente tiveram resultados positivos para o coronavírus, recuperaram-se após o tratamento hospitalar. Em 11 de março, mais 2 casos foram confirmados. Um deles, nascido em 1969, apresentou resultado positivo para a COVID-19 após uma internação hospitalar por doença renal crônica em virtude do lúpus eritematoso sistêmico. O outro, um estudante nascido em 1997, desenvolveu um quadro de pirexia após voltar da Itália.
Em 12 de março, a vítima morreu em decorrência da falência múltipla de órgãos. A morte marcou, portanto, o primeiro óbito no país. Em 13 de março, mais 4 casos foram confirmados, tendo as vítimas retornado da Itália e do Irã. O Azerbaijão, como prevenção, fechou as fronteiras com a Geórgia por um período de dez dias, após uma conversa entre Ali Asadov, Primeiro-Ministro do Azerbaijão, e Giorgi Gakharia, Primeiro-Ministro da Geórgia.
Em 14 de março, 3 azerbaijanos, que já haviam testado positivo para o coronavírus, recuperaram-se após receber tratamento em hospitais especiais e receberam alta. O país fechou temporariamente as fronteiras terrestres e aéreas com a Turquia após um acordo entre Ilham Aliyev, presidente do Azerbaijão, e Recep Tayyip Erdoğan, presidente da Turquia.
A sede operacional do Gabinete dos Ministros do Azerbaijão conduziu as medidas de isolamento social aplicadas em todo o país a partir de 14 de março. Essas medidas incluíam a proibição de casamento, cerimônias de luto e outras reuniões de massa, fechamento de instalações culturais, teatros, museus, cinemas, centros de entretenimento, centros esportivos, proibição de visitas de pacientes por parentes em todos os setores médicos e, por fim, a adoção de medidas específicas para cafés, restaurantes, lojas, shoppings, transporte público, dentre outras.

## Outros casos
Em 26 de fevereiro, a Geórgia confirmou o primeiro caso de coronavírus no país. Um homem de 50 anos de idade, que havia voltado do Irã para a Geórgia, adentrou o Hospital de Doenças Infecciosas de Tiblissi. Ele voltou para a Geórgia por meio de um táxi no Azerbaijão.
Em 28 de fevereiro, a Bielorrússia confirmou o seu primeiro caso. Um estudante do Irã testou positivo, em 27 de fevereiro, e foi internado em um hospital de Minsk. O indivíduo chegou à Bielorrússia através de um voo de Baku, em 22 de fevereiro.
Em 11 de março, o Ministério da Saúde do Kuwait confirmou a infecção de 2 pessoas, as quais haviam entrado em contato com uma pessoa infectada que havia ido do Azerbaijão para o país.